# Richard Wollheim
Richard Arthur Wollheim (5 de mayo de 1923 - 4 de noviembre de 2003) fue un filósofo del arte nacido en Inglaterra.

## Concepción
Una de sus ideas más originales es la crítica que hace a la concepción moderna del arte, a saber, aquella que va cobrando fuerza desde las vanguardias de la primera mitad del siglo XX. Aquella concepción plantea al arte como concepto abstracto, necesitado de un análisis para ser comprendido. Para Wollheim lo importante es la relación que posee el arte con su contexto social; el conocimiento de aquella relación es la que precede a cualquier comprensión del arte.
Una de sus frases más conocidas es 'el arte es una forma de vida', la cual se puede leer también en las Investigaciones filosóficas de Ludwig Wittgenstein, donde a su vez lo utiliza para describir la naturaleza del lenguaje. Para Wittgenstein, el lenguajes es una 'forma de vida', ya que nuestra manera de emplearlo va a reflejar nuestra experiencia y manifestación de vida individual. Así, y al trasladar este concepto al arte, Wollheim intenta resistirse también a las generalizaciones reduccionistas dejando entrever los diversos papeles que el arte desempeña en nuestras vidas.
Wollheim sostiene que los artistas se encuentran condicionados por su medio, su contexto de vida general, por lo que el mundo que representan (se refiere eminentemente a las artes visuales) es uno de cambio constante. Por lo anterior, no puede existir algo tal como el 'impulso artístico' o el 'instinto' que sea capaz de crear un arte totalmente independiente de las instituciones dentro de las cuales opera.